# Myriogenospora paspali
Myriogenospora paspali är en svampart som beskrevs av G.F. Atk. 1894. Myriogenospora paspali ingår i släktet Myriogenospora och familjen Clavicipitaceae.   Inga underarter finns listade i Catalogue of Life.